# 11147 Делмас
11147 Делмас (11147 Delmas) — астероїд головного поясу, відкритий 6 грудня 1997 року.
Тіссеранів параметр щодо Юпітера — 3,187.